# Тимохарис
Тимо́харис Александри́йский (др.-греч. Τιμόχαρις, конец IV — начало III в. до н. э.) — древнегреческий астроном.
Совместно с Аристиллом в 296—272 гг. до н. э. составил первый в античной истории звёздный каталог. При измерении небесных координат Аристилл и Тимохарис использовали экваториальные круги, разделенные на вавилонский манер на 60 частей. В качестве координат указывалась эклиптическая широта и эклиптическая долгота, отсчитываемая от ярких звёзд. Данные этих наблюдений использовали впоследствии Гиппарх и Птолемей для установления явления предварения равноденствий и уточнения его параметров.
В 295—283 годах до нашей эры Тимохарис наблюдал положение Луны и Венеры по отношению к неподвижным звездам.
В честь Тимохариса назван лунный кратер.